# Bathycongrus dubius
Bathycongrus dubius är en fiskart som först beskrevs av Breder 1927.  Bathycongrus dubius ingår i släktet Bathycongrus och familjen havsålar. Inga underarter finns listade.